# Elizabeth Pechersky
Elizabeth Pechersky (Toronto, 29 juni 1998) is een voetbalspeelster uit Canada. Ze speelt als aanvaller voor Valerenga IF in de Toppserien. In het seizoen 2022-23 speelde ze een halfjaar voor PSV.

## Carrière
Elizabeth Pechersky werd geboren in Toronto, maar begon haar profcarrière in Zweden waar ze uitkwam voor Lidköpings FK en KIF Örebro DFF. In januari 2023 ging Pechersky op stage bij PSV waar ze een contract verdiende. In Eindhoven tekende ze een contract tot medio 2024.
Op 5 februari 2023 maakte Pechersky haar debuut voor PSV in de Vrouwen Eredivisie in een thuiswedstrijd tegen Ajax door in de 46ste minuut in te vallen voor Zera Hulswit.
Verder dan drie optredens voor PSV kwam Pechersky niet. Haar doorlopende contract tot 2024 diende ze niet uit. Op 31 maart 2023 kondigde het Noorse Vålerenga IF de komst van Pechersky aan. Op 3 mei 2023 maakte Pechersky haar debuut in de Toppserien in een thuiswedstrijd tegen Lillestrøm SK. In het seizoen 2024 komt Pechersky opnieuw uit voor de Oslonaren.

## Statistieken
| Seizoen | Club           | Competitie         | Competitie | Competitie | Beker | Beker | Overig | Overig | Totaal | Totaal |
| Seizoen | Club           | Competitie         | Wed.       | Dlp.       | Wed.  | Dlp.  | Wed.   | Dlp.   | Wed.   | Dlp.   |
| ------- | -------------- | ------------------ | ---------- | ---------- | ----- | ----- | ------ | ------ | ------ | ------ |
| 2021    | Lidköpings FK  | Elitettan          | 10         | 4          | 1     | 1     | 0      | 0      | 11     | 5      |
| 2022    | KIF Örebro DFF | Damallsvenskan     | 15         | 2          | 2     | 0     | 0      | 0      | 17     | 2      |
| 2022/23 | PSV            | Vrouwen Eredivisie | 3          | 0          | 2     | 0     | 0      | 0      | 5      | 0      |
| 2023    | Vålerenga IF   | Toppserien         | 12         | 2          | 0     | 0     | 1      | 0      | 13     | 2      |
| 2024    | Vålerenga IF   | Toppserien         | 0          | 0          | 0     | 0     | 0      | 0      | 0      | 0      |
| Totaal  | Totaal         | Totaal             | 40         | 6          | 5     | 1     | 1      | 0      | 46     | 7      |

Bijgewerkt t/m 18 februari 2024.